# 瓦揚 (愛達荷州)
瓦揚（英語：Wayan）是位於美國愛達荷州卡里布縣的一個非建制地區。該地的面積和人口皆未知。

## 地理
瓦揚的座標為42°58′42″N 111°22′37″W / 42.97833°N 111.37694°W，而該地的平均海拔高度為1963米（即6440英尺）。